# Verein für Familienforschung in Ost- und Westpreußen
Der Verein für Familienforschung in Ost- und Westpreußen e. V. (VFFOW) wurde am 19. November 1925 in Königsberg gegründet und nach der Vertreibung infolge des Zweiten Weltkrieges seit 1953 in Hamburg wieder aufgebaut, wo er nunmehr seinen Sitz hat. Er ist Mitglied im Dachverband der Deutschen Arbeitsgemeinschaft genealogischer Verbände (DAGV) seit deren Gründung und mit seinen rund 1000 Mitgliedern eine der aktivsten genealogischen Vereinigungen.

## Forschungsgebiet
Das Forschungsgebiet umfasst die am 1. April 1878 eingerichteten Provinzen Ost- und Westpreußen (Altpreußen) in den Grenzen zwischen Wiener Kongress bis Versailler Vertrag. Die Kreise Kreis Deutsch Krone, Flatow und Schlochau, Danzig, der polnische Korridor, das Soldauer Gebiet und das Memelland sind deshalb einbezogen, nicht jedoch der Netzedistrikt mit Bromberg.
Ziel des Vereins ist nach dem unverändert gültigen Geleitwort zum ersten Heft der Vereinszeitschrift von 1927, aus allen Gauen und Städten Altpreußens ... Kunde (zu) geben von der Herkunft und Ausbreitung, von dem Werden und Vergehen seiner Geschlechter aus allen Berufskreisen und Ständen, aus alter und neuer Zeit.
Der Verein hat den Zweck, das Interesse an der Familien- und Bevölkerungsgeschichte Ost- und Westpreußens wachzuhalten, seine Mitglieder bei der Erforschung der Geschichte und Herkunft der aus Ost- und Westpreußen stammenden Familien zu unterstützen, den Bestand und den Verbleib der noch vorhandenen familienkundlichen Quellen zu verzeichnen und durch eigene Veröffentlichungen zu sichern sowie eine Sammelstelle für die Familienforschung zu sein. Der Schwerpunkt der Tätigkeit des Vereins liegt auf einer breiten Publikationstätigkeit, durch die er archivalische Quellen zur Siedlungs-, Orts-, Kultur- und Bildungsgeschichte vor allem des ostpreußischen Raumes einer Forschergemeinde erschließt.
In Verfolgung dieser Bestrebungen pflegt der Verein die Verbindungen mit der „Historischen Kommission für ost- und westpreußische Landesforschung“ und zu vielen anderen heimat- und landeskundlich engagierten Institutionen. Mit 70 wissenschaftlichen Einrichtungen, historischen und familienkundlichen Vereinen oder Gesellschaften im In- und Ausland sowie mit Landsmannschaften und Heimatkreisvereinen der Vertriebenen besteht eine enge Kooperation.

## Veröffentlichungen
- Zeitschrift „Altpreußische Geschlechterkunde“, 1927–1943 (Nachdruck 1988)
- Zeitschrift „Altpreußische Geschlechterkunde. Neue Folge“, seit 1953, seit 1981 als Jahrbuch.
- Reihe „Altpreußische Geschlechterkunde. Familienarchiv“ seit 1956.
- Reihe „Sonderschriften“, seit 1961
- Kartei Quassowski – Quellen, Materialien und Sammlungen. Hrsg. vom Verein für Familienforschung in Ost- und Westpreussen e. V., Hamburg; 24 Bände, 1977 bis 1993.
- Caspar Stein: Das alte Königsberg. Eine ausführliche Beschreibung der drei Städte Königsberg samt ihren Vorstädten und Freiheiten wie sie anno 1644 beschaffen waren. In: Sonderschriften des Vereins für Familienforschung in Ost- und Westpreußen. Nr. 91. Verein für Familienforschung in Ost- und Westpreußen, Hamburg 1998, ISBN 3-931577-14-7.

## Bibliothek und Archiv
Bücherei und Archiv befinden sich im „Institut für die Kultur und Geschichte der Deutschen in Nordosteuropa“ in Lüneburg.